# Pokémon : Les Origines
Pokémon : Les Origines, connu au Japon sous le nom Pocket Monsters: The Origin (ポケットモンスター THE ORIGIN, Poketto Monsutā Ji Orijin) est une série d'animation japonaise spéciale basée sur la licence Pokémon de Nintendo. À la différence de la première série, la série spéciale retrace l'histoire et les personnages des jeux vidéo originaux, Pokémon Rouge et Bleu. L'animation est assurée par Production I.G, Xebec et OLM, et la série spéciale est divisée en quatre parties, chacune dirigée par un directeur différent de ces studios. Il est diffusé le 2 octobre 2013 sur TV Tokyo, dix jours avant la sortie des jeux vidéo Pokémon X et Y,,,, et est disponible en streaming sur le service TV Pokémon à partir du 15 novembre 2013.

## Histoire
L'histoire suit un jeune garçon nommé Red, qui commence son voyage avec son partenaire Pokémon, Salamèche, dans le but de capturer tous les Pokémon connus dans la région de Kanto et également de devenir le champion de la Ligue Pokémon. Sur la route, il se heurte à son rival, Blue (« Green » au Japon), divers champions d'arène Pokémon, et l'infâme organisation du crime, la Team Rocket.

## Voix françaises
Le doublage francophone est produit par SDI Media Belgium.
- Pierre Le Bec : Red
- Alexandre Crépet : Blue
- Erwin Grünspan : Giovanni
- Antoni Lo Presti : Peter
- Robert Guilmard : Professeur Chen
- Pierre Lognay : Pierre
- Jean-Michel Vovk : M. Fuji
- Élisabeth Guinand : Mère de Red, infirmière
- Laurence César : Ossatueur, assistante du Professeur Chen

## Épisodes
| No | Titre français | Titre japonais | Titre japonais | Date de 1re diffusion |
| No | Titre français | Kanji          | Rōmaji         | Date de 1re diffusion |
| -- | -------------- | -------------- | -------------- | --------------------- |
| 1  | Red            | レッド         | Reddo          | 2 octobre 2013        |
| 2  | Osselait       | カラカラ       | Karakara       | 2 octobre 2013        |
| 3  | Giovanni       | サカキ         | Sakaki         | 2 octobre 2013        |
| 4  | Dracaufeu      | リザードン     | Rizādon        | 2 octobre 2013        |